# Estrella de plata (Sherlock Holmes)
Estrella de plata es uno de los 56 relatos cortos sobre Sherlock Holmes escrito por Arthur Conan Doyle. Fue publicado originalmente en The Strand Magazine y posteriormente recogido en la colección Memorias de Sherlock Holmes. Es una de las historias más conocidas de Holmes.

## Argumento
Así pues nos encontramos con Holmes y su querido Watson camino de resolver el enigma de la desaparición de "Silver Blaze" y del asesinato de John Straker, su preparador. Durante el viaje, los dos amigos se ponen al día y, de paso, informan al lector sobre los acontecimientos previos. "Silver Blaze" pertenece al coronel Ross, propietario de las famosas cuadras de King's Pyland, donde John Straker, al parecer un hombre de honestidad probada, trabaja como preparador. A dos millas de allí se encuentran las cuadras de Capleton, de Lord Backwater, amigo de Lord St. Simón y uno de los invitados a su boda en El aristócrata solterón. Backwater es propietario de "Desborough", el gran rival de "Silver Blaze" en la Copa Wessex. Como presunto culpable es detenido un corredor de apuestas llamado Fitzroy Simpson.
Por tanto, la desaparición de uno de los caballos de carreras más famosos de Inglaterra y el asesinato de su preparador pueden conmocionar a un país con semejante tradición hípica. "Silver Blaze" ("Estrella de Plata") es el nombre del caballo desaparecido, y el relato comienza cuando Sherlock Holmes y el doctor Watson deciden atender la petición del inspector Gregory de Scotland Yard. Holmes define a Gregory como "extraordinariamente competente", pero añade: "si tuviera imaginación, llegaría a grandes alturas en su profesión".
Las carreras de caballos siempre han tenido en el Reino Unido un significado muy especial. Más que un deporte y motivo de apuestas, son un acontecimiento social. Las grandes carreras, como las de Ascot o Epson, mueven a la flor y nata de la sociedad, y miles y miles de personas dedican la jornada entera a participar en algo parecido a una peregrinación o romería.
Holmes da una rápida y sorprendente solución al caso logrando la devolución de "Silver Blaze" y esclarece la muerte de John Straker, víctima de su propio complot. En la carrera, Doyle hace un nuevo guiño al lector, ya que "Iris", uno de los caballos, es propiedad del duque de Balmoral, padre de Lord St. Simón (El aristócrata solterón)

## Incidente del perro
Uno de los diálogos de esta historia inspiró el título del libro de Mark Haddon El curioso incidente del perro a medianoche:

Gregory (Scotland Yard): "Is there any other point to which you would wish to draw my attention?"
Holmes: "To the curious incident of the dog in the night-time."

Gregory: "The dog did nothing in the night-time."

Holmes: "That was the curious incident."
Gregory (Scotland Yard): "-¿Existe algún otro detalle acerca del cual desearía usted llamar mi atención?
Holmes: -Sí, acerca del incidente curioso del perro aquella noche.

Gregory:-El perro no intervino para nada.

-Ese es precisamente el incidente curioso -dijo como comentario Sherlock Holmes.
Arthur Conan Doyle, Estrella de plata, 1892.